# Cantó de Le Chambon-Feugerolles
El cantó de Le Chambon-Feugerolles era una divisió administrativa francesa del departament del Loira, situat al districte de Saint-Étienne. Comptava 2 municipis i el cap era Le Chambon-Feugerolles. Va desaparèixer el 2015.

## Municipis
- Le Chambon-Feugerolles
- La Ricamarie

## Història
| Data d'elecció                           | Identitat             | Partit                     | Qualitat |
| ---------------------------------------- | --------------------- | -------------------------- | -------- |
| 1935-1950                                | Pétrus Faure          | PUP                        |          |
| 1945-1951                                | Antoine Thévenon      | PCF                        |          |
| 1951-1970                                | Pétrus Faure          | Divers gauche              |          |
| 1970-1994                                | Fernand Montagnon     | PCF                        |          |
| 1994-2001                                | Marc Faure            | PCF                        |          |
| 2001-2007                                | Georges Berne         | RPR, després UMP           |          |
| 2007-2015                                | Jean-François Barnier | UDF, després Divers droite |          |
| les dades anteriors no són pas conegudes |                       |                            |          |
|                                          |                       |                            |          |

## Demografia
| A partir de 1990: Població sense dobles comptes |